# Вологолюб різноманітний
{{#ifeq:0|0|{{#if:Hygroamblystegium varium|{{#if:|[[]}}|[[]]}}}}
Вологолюб різноманітний (Hygroamblystegium varium) — вид мохів порядку гіпнобрієвих (Hypnales).

## Поширення
Ареал охоплює такі частини світу: Європа, Північна Америка, Південна Америка, Азія, Нова Зеландія.

## Галерея

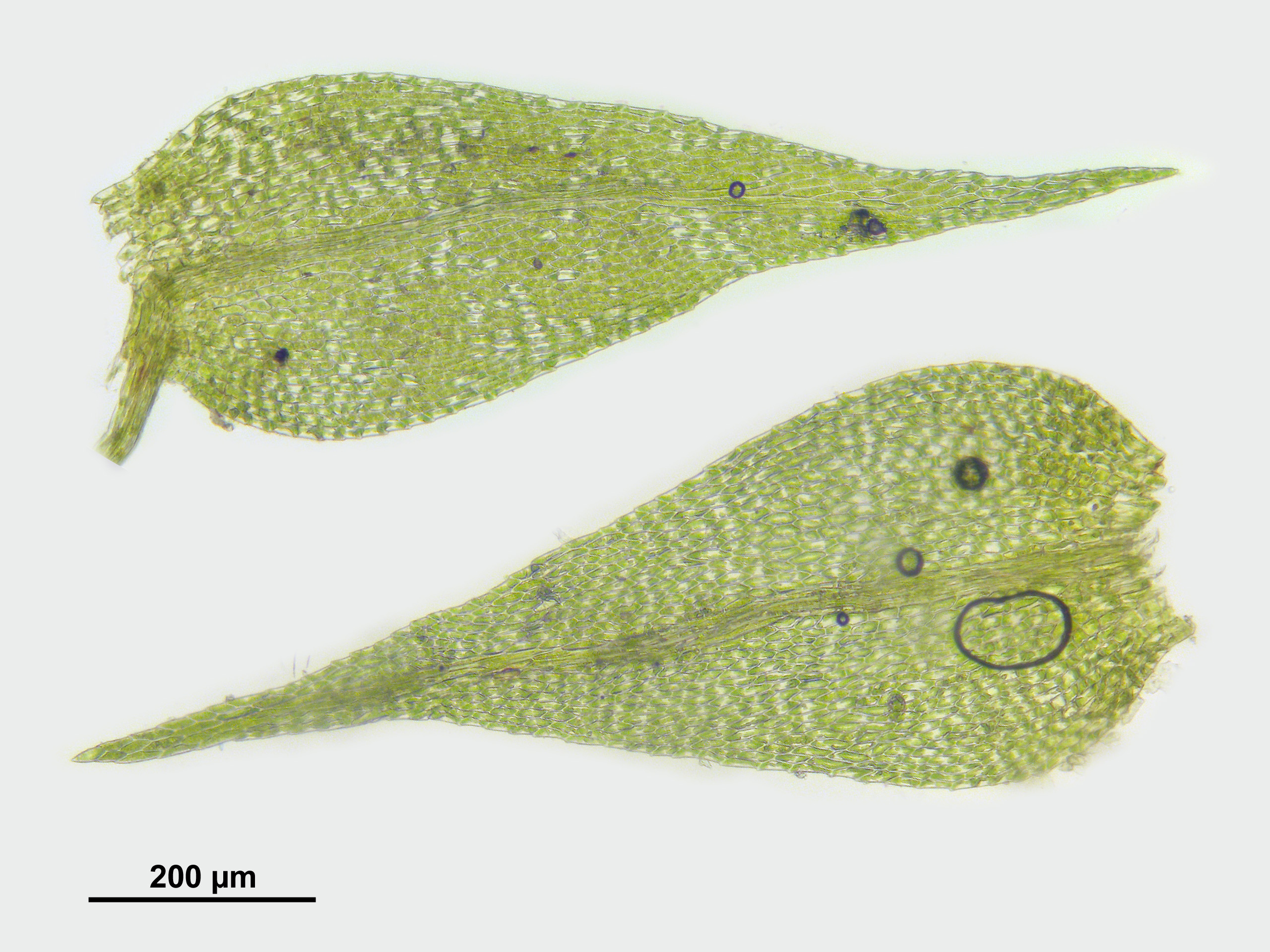
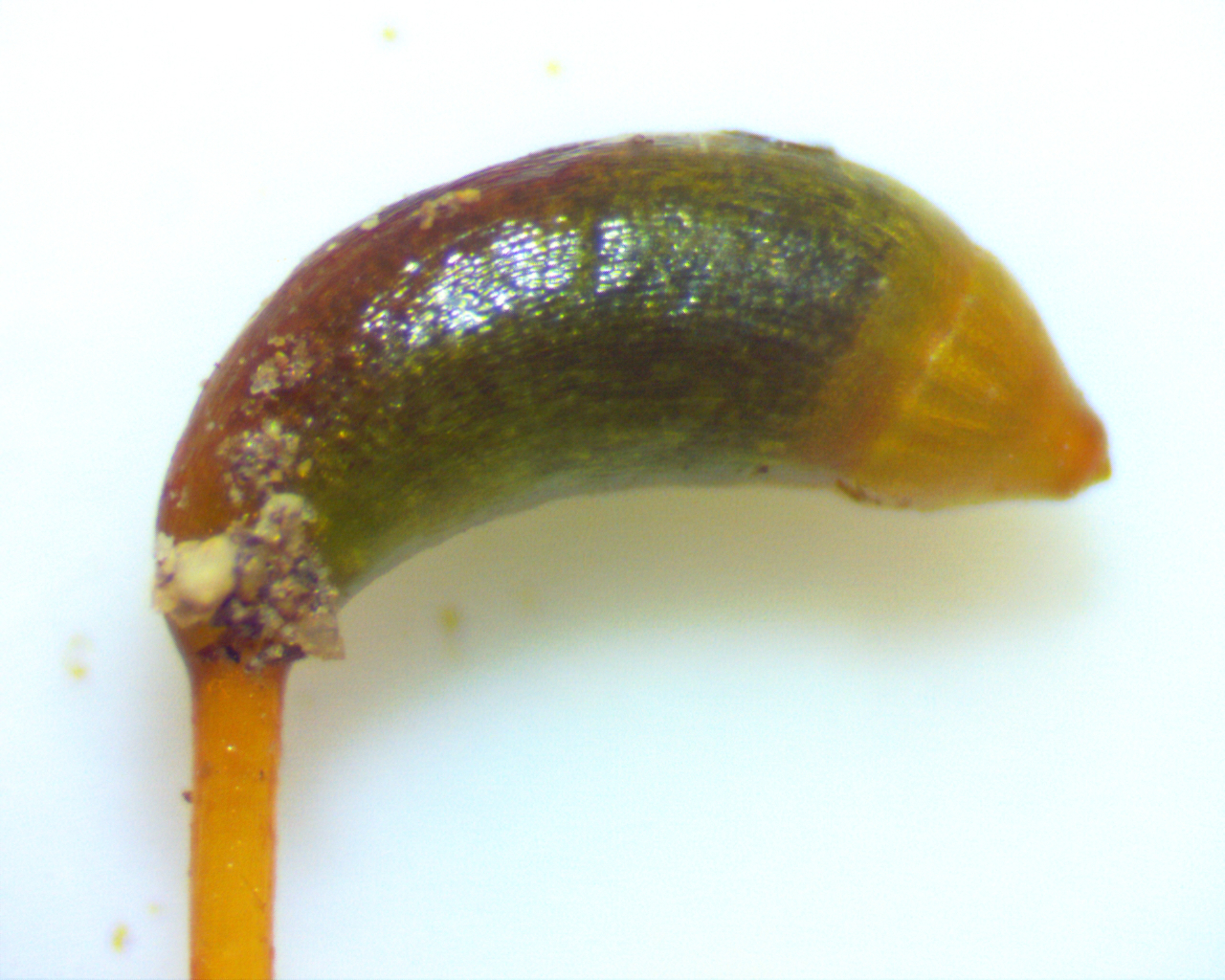

## Характеристика
Рослини в ± жорстких килимках, жовтувато-темно-зелені, матові. Стебла до 15 см, повзучі, жорсткі. Стеблові листки від яйцювато-ланцетних до яйцювато-трикутних. Коробочкові ніжки темно-червоні, 1.2–2.2 см. Коробочка звужена нижче рота при сухості; зубці екзостоми жовто-коричневі.